# Nes IK
Der Nes IK ist ein 1964 gegründeter norwegischer Eishockeyklub aus Nes. Die Herrenmannschaft spielte bis 2016 in der 1. divisjon und trägt ihre Heimspiele im Runnirinken aus.

## Geschichte
Der Verein wurde am 26. Dezember 1964 gegründet. Zwischen 2012 und 2016 nahm die Herrenmannschaft des Nes IK an der 1. divisjon, der zweiten norwegischen Spielklasse, teil. Heute gehört sie der fünften Spielklasse (4. divisjon) an.
Die Frauenmannschaft spielt in der zweiten norwegischen Spielklasse.